# 万柏林体育场
37°53′15″N 112°30′10″E / 37.88742°N 112.50285°E
万柏林体育场，座落于中国山西省太原市万柏林区和平北路北段。体育场筹建于1956年，1957年建成并投入使用。体育场占地45666平方米，设足球场和400米标准田径场地，东西两面设有简易的看台和主席台，西北部为办公楼、篮球场、网球场、门球场、手球场等。万柏林体育场建成后承办过全运会足球比赛、全国少年篮球赛、全国青年篮球赛等赛事。据报道，2004年时，万柏林体育场是太原市六个城区中唯一开放的群众体育场所。体育场周围邻近国营大企业社区，晨练者众多，全年晨练三十万余人次。2003年太原市拓宽道路时，占用了万柏林体育场11亩土地，田径场南段、小足球场和看台的一部分等被拆除，施工方拆除时没有履行法定手续，引起了部分大众的不满。2003年8月，鉴于体育场建成已近五十年，设施陈旧，万柏林区政府投资对万柏林体育场进行整修，但是由于资金不到位，一段时间内工程几近停工。 2008年4月，整修工程再次开工，当年9至10月间投入使用，万柏林区政府为工程投资3000万元人民币。
2012年，新成立的中国足球乙级联赛球队山西嘉怡将万柏林体育场选为主场。虽然万柏林体育场的草皮是人造草皮，条件非常惨淡，但是最后仍得到了中国足协的批准。 山西嘉怡队在此比赛至当年7月后，由于万柏林体育场与一商家签约，在体育场内举行商业活动，山西嘉怡俱乐部被迫将主场改在太原電力高等專科學校體育場。 